# Rhopalophora tenuis
Rhopalophora tenuis là một loài bọ cánh cứng trong họ Cerambycidae.